# باديليت
الباديليت هو معدن أكسيدي لعنصر الزكرونيوم، لوحدته البلورية الصيغة الكيميائية ZrO2، وهو بذلك يتكون من أكسيد الزركونيوم الرباعي (ثنائي أكسيد الزركونيوم أو الزركونيا). تتبع بلورات هذا المعدن نظام بلوري أحادي الميل.
وصف هذا المعدن لأول مرة سنة 1892 من عينات استحصلت في سريلانكا وأطلق عليه هذا الاسم نسبة إلى جوزيف باديلي Joseph Baddeley، والذي كان المدير التنفيذي للمنطقة التي اكتشف فيها المعدن.